# 边发吉
边发吉（1957年1月—），男，汉族，河北肃宁人，中华人民共和国政治人物，中国民主同盟盟员，河北省文化厅副厅长，中国杂技家协会副主席，第十二届全国人民代表大会河北地区代表。

## 生平
2008年，当选第十一届全国政协委员，代表中国民主同盟，分入第六组。2013年，被选为全国人大代表。2018年1月，当选第十三届全国政协委员。
2023年1月14日，卸任河北省政协副主席职务。